# Stazione di Cicciano
Stazione di Cicciano vasútállomás Olaszországban, Cicciano településen.

## Vasútvonalak
Az állomást az alábbi vasútvonalak érintik:
- Nápoly–Nola–Baiano-vasútvonal

## Kapcsolódó állomások
A vasútállomáshoz az alábbi állomások vannak a legközelebb:
- Stazione di Roccarainola
- Stazione di Camposano